# Kremen
Kremen (în bulgară Кремен) este un sat în partea de sud-vest a Bulgariei, în regiunea Blagoevgrad. Aparține administrativ de comuna Bansko.  La recensământul din 2011 avea o populație de 205 locuitori.

## Demografie
Componența etnică a satului Kremen
     Nicio identificare (4,9%)
     Bulgari (95,09%)
     Altele (0%)
La recensământul din 2011, populația satului Kremen era de 102 locuitori. Din punct de vedere etnic, majoritatea locuitorilor (95,09%) erau bulgari. Pentru 4,9% din locuitori nu este cunoscută apartenența etnică.